# 威廉敏娜山
威廉敏娜山（英語：Puncak Trikora, Mt Wilhelmina）是继印尼查亚峰（4884公尺），为马来群岛第二高峰，海拔4750公尺，在印尼巴布亚省内。